# HMS Foudroyant (1798)
Pour les autres navires du même nom, voir Foudroyant et HMS Foudroyant.
Le HMS Foudroyant est un navire de ligne de 3e rang possédant 80 canons. Appartenant à la Royal Navy, il fut construit à Plymouth et lancé le 31 mars 1798.
Il tire son nom et son type de construction d'un navire capturé aux Français, le HMS Foudroyant (1758), il s'éloigne donc des normes britanniques avec deux ponts au lieu de trois.
Il participa aux guerres de la Révolution française et napoléoniennes et s'échoua sur Blackpool Sands en 1897.
En 1798, il participe à la bataille de l'île de Toraigh.
Horatio Nelson utilisa ce navire comme navire amiral du 6 juin 1799 jusqu'à la fin juin 1801.